# 埃塞俄比亞復興大壩
埃塞俄比亞復興大壩（羅馬化：Tālāqu ye-Ītyōppyā Hidāsē Gidib）是埃塞俄比亞境內青尼罗河上的一座重力壩，位於本尚古勒-古馬茲州，鄰近蘇丹邊境。該壩完工後的裝機容量可達6,000兆瓦，將會是非洲最大的水力發電站。大壩蓄水而成的水庫預計有630億立方米容量。2020年7月该大坝已开始蓄水，蓄水于2023年9月完成。
蘇丹支持埃塞俄比亞興建大壩，不過反對由埃塞俄比亞單方面決定大壩的蓄水和運作。尼羅河最下游的埃及擔心復興大壩會減少流入埃及的尼羅河水量。2015年3月，三國領導人就建壩爭議達成初步協議。2018年1月，埃塞俄比亞總理海爾馬里亞姆·德薩萊尼拒絕埃及提出由世界银行進行仲裁的提議。
2018年7月26日，復興大壩的項目經理西莫格努·貝克萊的屍體在埃塞俄比亞首都亚的斯亚贝巴被發現，死因是槍傷。
在衛星圖像顯示復興大壩水庫水位上升後，埃塞俄比亞水利、灌溉與能源部長西莱希·贝克莱於2020年7月15日向國營媒體EBC確認復興大壩開始蓄水。下游的蘇丹宣稱青尼羅河水位下降。2020年7月21日，埃塞俄比亞總理辦公室在聲明中確認復興大壩的第一年蓄水目標已完成。2021年7月19日，西莱希·贝克莱宣佈復興大壩已完成第二年的蓄水計劃。
2021年9月，埃塞俄比亞軍方宣稱挫敗了提格雷人民解放阵线試圖破壞復興大壩建設的計劃，埃塞俄比亞軍在戰鬥中殺死50人。
2021年9月，聯合國安理會通過了一項聲明，鼓勵埃及、埃塞俄比亞和蘇丹在非洲聯盟的主持下“恢復談判”，“迅速敲定”關於衣索比亞復興大壩的爭議和協議。安理會在突尼斯起草的聲明中明確指出，該協議應“在合理時間內對埃塞俄比亞復興大壩的填補和運作具有相互接受和約束力”。
2022年2月20日，復興大壩開始投入發電。
2022年8月12日，復興大壩第三次蓄水結束，水位達到600米。2023年9月10日，第四次蓄水結束，水位達到約625米。
2024年10月下旬，埃塞俄比亞總理阿比·艾哈邁德在議會宣布復興大壩的建設已完成。

## 工程進度
| 日期       | 大壩工程完成度 | 事項／備註                            |
| ---------- | -------------- | ------------------------------------- |
| 2014年10月 | 40%            | 埃塞俄比亞政府估計                    |
| 2017年11月 | 63%            | [ 28 ]                                |
| 2018年7月  | 65%            | [ 29 ]                                |
| 2020年2月  | 71.2%          | 项目副主任接受半岛电视台采访的发言    |
| 2021年7月  | 80%            | [ 31 ]                                |
| 2022年2月  | 83.9%          | 開始投入發電                          |
| 2023年4月  | 90%            | [ 32 ]                                |
| 2024年4月  | 95%            | [ 33 ]                                |
| 2024年10月 | 100%           | 埃塞俄比亞總理阿比·艾哈邁德在議會宣布 |